# خوسيه تشارلز
خوسيه تشارلز (بالإسبانية: Jose Charles)‏ (19 أغسطس 1983 برينوسا في المكسيك - ) هو ملاكم مكسيكي، صنّف ضمن فئة الوزن المتوسط الخفيف ‏.

## إحصائيات
خاض خلال مسيرته 20 نزالا، فاز في 18 وتعادل في 1 وخسر في 1. فاز بالضربة القاضية في 13 نزالا.

## روابط خارجية
- خوسيه تشارلز على موقع بوكس ريك (الإنجليزية) (registration required)